# Francy Rädelt
Francy Rädelt (ur. 15 maja 1996) – niemiecka zapaśniczka walcząca w stylu wolnym. Zajęła dwunaste miejsce na mistrzostwach świata w 2021 roku. 
Siódma na mistrzostwach Europy w 2024. Wicemistrzyni igrzysk europejskich w 2019. Triumfatorka akademickich MŚ w 2018. 
Trzecia na MŚ U-23 w 2017 i ME U-23 w 2017. Wicemistrzyni Europy juniorów w 2016; trzecia w 2015. Trzecia na MŚ kadetów w 2013 roku.
Mistrzyni Niemiec w 2022, 2023 i 2024; druga w 2014, 2016, 2018 i 2019; trzecia w 2013 i 2015 roku.